# أنطونيو مارين
أنطونيو مارين (9 يناير 2001 في كرواتيا - ) هو لاعب كرة قدم كرواتي في مركز مهاجم ‏. لعب مع نادي دينامو زغرب.

## وصلات خارجية
- أنطونيو مارين على موقع الاتحاد الأوربي (الإنجليزية)
- أنطونيو مارين على موقع اتحاد كرواتيا (الكرواتية)
- أنطونيو مارين على موقع قاعدة بيانات كرة القدم.إي يو (الإنجليزية)
- أنطونيو مارين على موقع Soccerbase.com (لاعب) (الإنجليزية)
- أنطونيو مارين على موقع Soccerway.com (الإنجليزية)
- أنطونيو مارين على موقع عالم كرة القدم.نت (الإنجليزية)